# Huy chương Edmund B. Wilson
Huy chương Edmund B. Wilson là một giải thưởng hàng năm của Hội Sinh học tế bào Hoa Kỳ dành cho các đóng góp quan trọng vào ngành Sinh học tế bào. Giải được đặt theo tên nhà di truyền học Edmund Beecher Wilson.

## Các người đoạt Huy chương
- 2014 William R. Brinkley, John E. Heuser và Peter Satir
- 2013 John R. Pringle
- 2012 Susan Lindquist
- 2011 Gary Borisy, J. Richard Macintosh và Jim Spudich
- 2010 Stuart Kornfeld, James Rothman, Randy Schekman và Jared Winters
- 2009 Peter Walter
- 2008 Martin Chalfie & Roger Y. Tsien
- 2007 Richard O. Hyne & Zena Werb
- 2006 Joel Rosenbaum
- 2005 Joan A. Steitz
- 2004 Thomas D. Pollard
- 2003 Marc Kirschner
- 2002 Avram Hershko & Alexander Varshavsky
- 2001 Elizabeth Blackburn
- 2000 Walter Neupert & Gottfried Schatz
- 1999 Edwin Taylor
- 1998 James Darnell & Sheldon Penman
- 1997 John C. Gerhart
- 1996 Donald D. Brown
- 1995 Bruce Nicklas
- 1994 Barbara Gibbons & Ian Gibbons
- 1993 Hans Ris
- 1992 Shinya Inoue
- 1991 S. Jonathan Singer
- 1990 Morris Karnovsky
- 1989 Christian de Duve
- 1988 Elizabeth Hay
- 1987 Marilyn Farquhar
- 1986 Gunter Blobel & David Sabatini
- 1985 Hewson Swift
- 1984 Harry Eagle & Theodore Puck
- 1983 Joseph Gall & Hugh Huxley
- 1982 Charles Leblond & Alex Novikoff
- 1981 Daniel Mazia, George Palade, & Keith Porter